# Onthophagus asperatus
Onthophagus asperatus là một loài bọ cánh cứng trong họ Bọ hung (Scarabaeidae).